# Unicodeblock Marchen
Der Unicodeblock Marchen (U+11C70 bis U+11CBF) enthält die Schrift der vergangenen Shangshung-Kultur. Heute wird sie nur noch selten zum Schreiben des Tibetischen verwendet.

## Tabelle
| Unicodenummer   | Zeichen (400 %) | Kategorie                               | Bidirektionale Klasse       | Offizielle Bezeichnung        | Beschreibung                          |
| --------------- | --------------- | --------------------------------------- | --------------------------- | ----------------------------- | ------------------------------------- |
| U+11C70 (72816) | 𑱰               | andere Interpunktion                    | links nach rechts           | MARCHEN HEAD MARK             | Marchen-Kopfmarke                     |
| U+11C71 (72817) | 𑱱               | andere Interpunktion                    | links nach rechts           | MARCHEN MARK SHAD             | Marchen-Zeichen Shad                  |
| U+11C72 (72818) | 𑱲               | anderer Buchstabe, Silbe oder Ideogramm | links nach rechts           | MARCHEN LETTER KA             | Marchen-Buchstabe Ka                  |
| U+11C73 (72819) | 𑱳               | anderer Buchstabe, Silbe oder Ideogramm | links nach rechts           | MARCHEN LETTER KHA            | Marchen-Buchstabe Kha                 |
| U+11C74 (72820) | 𑱴               | anderer Buchstabe, Silbe oder Ideogramm | links nach rechts           | MARCHEN LETTER GA             | Marchen-Buchstabe Ga                  |
| U+11C75 (72821) | 𑱵               | anderer Buchstabe, Silbe oder Ideogramm | links nach rechts           | MARCHEN LETTER NGA            | Marchen-Buchstabe Nga                 |
| U+11C76 (72822) | 𑱶               | anderer Buchstabe, Silbe oder Ideogramm | links nach rechts           | MARCHEN LETTER CA             | Marchen-Buchstabe Ca                  |
| U+11C77 (72823) | 𑱷               | anderer Buchstabe, Silbe oder Ideogramm | links nach rechts           | MARCHEN LETTER CHA            | Marchen-Buchstabe Cha                 |
| U+11C78 (72824) | 𑱸               | anderer Buchstabe, Silbe oder Ideogramm | links nach rechts           | MARCHEN LETTER JA             | Marchen-Buchstabe Ja                  |
| U+11C79 (72825) | 𑱹               | anderer Buchstabe, Silbe oder Ideogramm | links nach rechts           | MARCHEN LETTER NYA            | Marchen-Buchstabe Nya                 |
| U+11C7A (72826) | 𑱺               | anderer Buchstabe, Silbe oder Ideogramm | links nach rechts           | MARCHEN LETTER TA             | Marchen-Buchstabe Ta                  |
| U+11C7B (72827) | 𑱻               | anderer Buchstabe, Silbe oder Ideogramm | links nach rechts           | MARCHEN LETTER THA            | Marchen-Buchstabe Tha                 |
| U+11C7C (72828) | 𑱼               | anderer Buchstabe, Silbe oder Ideogramm | links nach rechts           | MARCHEN LETTER DA             | Marchen-Buchstabe Da                  |
| U+11C7D (72829) | 𑱽               | anderer Buchstabe, Silbe oder Ideogramm | links nach rechts           | MARCHEN LETTER NA             | Marchen-Buchstabe Na                  |
| U+11C7E (72830) | 𑱾               | anderer Buchstabe, Silbe oder Ideogramm | links nach rechts           | MARCHEN LETTER PA             | Marchen-Buchstabe Pa                  |
| U+11C7F (72831) | 𑱿               | anderer Buchstabe, Silbe oder Ideogramm | links nach rechts           | MARCHEN LETTER PHA            | Marchen-Buchstabe Pha                 |
| U+11C80 (72832) | 𑲀               | anderer Buchstabe, Silbe oder Ideogramm | links nach rechts           | MARCHEN LETTER BA             | Marchen-Buchstabe Ba                  |
| U+11C81 (72833) | 𑲁               | anderer Buchstabe, Silbe oder Ideogramm | links nach rechts           | MARCHEN LETTER MA             | Marchen-Buchstabe Ma                  |
| U+11C82 (72834) | 𑲂               | anderer Buchstabe, Silbe oder Ideogramm | links nach rechts           | MARCHEN LETTER TSA            | Marchen-Buchstabe Tsa                 |
| U+11C83 (72835) | 𑲃               | anderer Buchstabe, Silbe oder Ideogramm | links nach rechts           | MARCHEN LETTER TSHA           | Marchen-Buchstabe Tsha                |
| U+11C84 (72836) | 𑲄               | anderer Buchstabe, Silbe oder Ideogramm | links nach rechts           | MARCHEN LETTER DZA            | Marchen-Buchstabe Dza                 |
| U+11C85 (72837) | 𑲅               | anderer Buchstabe, Silbe oder Ideogramm | links nach rechts           | MARCHEN LETTER WA             | Marchen-Buchstabe Wa                  |
| U+11C86 (72838) | 𑲆               | anderer Buchstabe, Silbe oder Ideogramm | links nach rechts           | MARCHEN LETTER ZHA            | Marchen-Buchstabe Zha                 |
| U+11C87 (72839) | 𑲇               | anderer Buchstabe, Silbe oder Ideogramm | links nach rechts           | MARCHEN LETTER ZA             | Marchen-Buchstabe Za                  |
| U+11C88 (72840) | 𑲈               | anderer Buchstabe, Silbe oder Ideogramm | links nach rechts           | MARCHEN LETTER -A             | Marchen-Buchstabe -a                  |
| U+11C89 (72841) | 𑲉               | anderer Buchstabe, Silbe oder Ideogramm | links nach rechts           | MARCHEN LETTER YA             | Marchen-Buchstabe Ya                  |
| U+11C8A (72842) | 𑲊               | anderer Buchstabe, Silbe oder Ideogramm | links nach rechts           | MARCHEN LETTER RA             | Marchen-Buchstabe Ra                  |
| U+11C8B (72843) | 𑲋               | anderer Buchstabe, Silbe oder Ideogramm | links nach rechts           | MARCHEN LETTER LA             | Marchen-Buchstabe La                  |
| U+11C8C (72844) | 𑲌               | anderer Buchstabe, Silbe oder Ideogramm | links nach rechts           | MARCHEN LETTER SHA            | Marchen-Buchstabe Sha                 |
| U+11C8D (72845) | 𑲍               | anderer Buchstabe, Silbe oder Ideogramm | links nach rechts           | MARCHEN LETTER SA             | Marchen-Buchstabe Sa                  |
| U+11C8E (72846) | 𑲎               | anderer Buchstabe, Silbe oder Ideogramm | links nach rechts           | MARCHEN LETTER HA             | Marchen-Buchstabe Ha                  |
| U+11C8F (72847) | 𑲏               | anderer Buchstabe, Silbe oder Ideogramm | links nach rechts           | MARCHEN LETTER A              | Marchen-Buchstabe A                   |
| U+11C92 (72850) | 𑲒                | Markierung ohne Extrabreite             | Markierung ohne Extrabreite | MARCHEN SUBJOINED LETTER KA   | Untergesetzter Marchen-Buchstabe Ka   |
| U+11C93 (72851) | 𑲓                | Markierung ohne Extrabreite             | Markierung ohne Extrabreite | MARCHEN SUBJOINED LETTER KHA  | Untergesetzter Marchen-Buchstabe Kha  |
| U+11C94 (72852) | 𑲔                | Markierung ohne Extrabreite             | Markierung ohne Extrabreite | MARCHEN SUBJOINED LETTER GA   | Untergesetzter Marchen-Buchstabe Ga   |
| U+11C95 (72853) | 𑲕                | Markierung ohne Extrabreite             | Markierung ohne Extrabreite | MARCHEN SUBJOINED LETTER NGA  | Untergesetzter Marchen-Buchstabe Nga  |
| U+11C96 (72854) | 𑲖                | Markierung ohne Extrabreite             | Markierung ohne Extrabreite | MARCHEN SUBJOINED LETTER CA   | Untergesetzter Marchen-Buchstabe Ca   |
| U+11C97 (72855) | 𑲗                | Markierung ohne Extrabreite             | Markierung ohne Extrabreite | MARCHEN SUBJOINED LETTER CHA  | Untergesetzter Marchen-Buchstabe Cha  |
| U+11C98 (72856) | 𑲘                | Markierung ohne Extrabreite             | Markierung ohne Extrabreite | MARCHEN SUBJOINED LETTER JA   | Untergesetzter Marchen-Buchstabe Ja   |
| U+11C99 (72857) | 𑲙                | Markierung ohne Extrabreite             | Markierung ohne Extrabreite | MARCHEN SUBJOINED LETTER NYA  | Untergesetzter Marchen-Buchstabe Nya  |
| U+11C9A (72858) | 𑲚                | Markierung ohne Extrabreite             | Markierung ohne Extrabreite | MARCHEN SUBJOINED LETTER TA   | Untergesetzter Marchen-Buchstabe Ta   |
| U+11C9B (72859) | 𑲛                | Markierung ohne Extrabreite             | Markierung ohne Extrabreite | MARCHEN SUBJOINED LETTER THA  | Untergesetzter Marchen-Buchstabe Tha  |
| U+11C9C (72860) | 𑲜                | Markierung ohne Extrabreite             | Markierung ohne Extrabreite | MARCHEN SUBJOINED LETTER DA   | Untergesetzter Marchen-Buchstabe Da   |
| U+11C9D (72861) | 𑲝                | Markierung ohne Extrabreite             | Markierung ohne Extrabreite | MARCHEN SUBJOINED LETTER NA   | Untergesetzter Marchen-Buchstabe Na   |
| U+11C9E (72862) | 𑲞                | Markierung ohne Extrabreite             | Markierung ohne Extrabreite | MARCHEN SUBJOINED LETTER PA   | Untergesetzter Marchen-Buchstabe Pa   |
| U+11C9F (72863) | 𑲟                | Markierung ohne Extrabreite             | Markierung ohne Extrabreite | MARCHEN SUBJOINED LETTER PHA  | Untergesetzter Marchen-Buchstabe Pha  |
| U+11CA0 (72864) | 𑲠                | Markierung ohne Extrabreite             | Markierung ohne Extrabreite | MARCHEN SUBJOINED LETTER BA   | Untergesetzter Marchen-Buchstabe Ba   |
| U+11CA1 (72865) | 𑲡                | Markierung ohne Extrabreite             | Markierung ohne Extrabreite | MARCHEN SUBJOINED LETTER MA   | Untergesetzter Marchen-Buchstabe Ma   |
| U+11CA2 (72866) | 𑲢                | Markierung ohne Extrabreite             | Markierung ohne Extrabreite | MARCHEN SUBJOINED LETTER TSA  | Untergesetzter Marchen-Buchstabe Tsa  |
| U+11CA3 (72867) | 𑲣                | Markierung ohne Extrabreite             | Markierung ohne Extrabreite | MARCHEN SUBJOINED LETTER TSHA | Untergesetzter Marchen-Buchstabe Tsha |
| U+11CA4 (72868) | 𑲤                | Markierung ohne Extrabreite             | Markierung ohne Extrabreite | MARCHEN SUBJOINED LETTER DZA  | Untergesetzter Marchen-Buchstabe Dza  |
| U+11CA5 (72869) | 𑲥                | Markierung ohne Extrabreite             | Markierung ohne Extrabreite | MARCHEN SUBJOINED LETTER WA   | Untergesetzter Marchen-Buchstabe Wa   |
| U+11CA6 (72870) | 𑲦                | Markierung ohne Extrabreite             | Markierung ohne Extrabreite | MARCHEN SUBJOINED LETTER ZHA  | Untergesetzter Marchen-Buchstabe Zha  |
| U+11CA7 (72871) | 𑲧                | Markierung ohne Extrabreite             | Markierung ohne Extrabreite | MARCHEN SUBJOINED LETTER ZA   | Untergesetzter Marchen-Buchstabe Za   |
| U+11CA9 (72873) | 𑲩                | Markierung mit Extrabreite              | links nach rechts           | MARCHEN SUBJOINED LETTER YA   | Untergesetzter Marchen-Buchstabe Ya   |
| U+11CAA (72874) | 𑲪                | Markierung ohne Extrabreite             | Markierung ohne Extrabreite | MARCHEN SUBJOINED LETTER RA   | Untergesetzter Marchen-Buchstabe Ra   |
| U+11CAB (72875) | 𑲫                | Markierung ohne Extrabreite             | Markierung ohne Extrabreite | MARCHEN SUBJOINED LETTER LA   | Untergesetzter Marchen-Buchstabe La   |
| U+11CAC (72876) | 𑲬                | Markierung ohne Extrabreite             | Markierung ohne Extrabreite | MARCHEN SUBJOINED LETTER SHA  | Untergesetzter Marchen-Buchstabe Sha  |
| U+11CAD (72877) | 𑲭                | Markierung ohne Extrabreite             | Markierung ohne Extrabreite | MARCHEN SUBJOINED LETTER SA   | Untergesetzter Marchen-Buchstabe Sa   |
| U+11CAE (72878) | 𑲮                | Markierung ohne Extrabreite             | Markierung ohne Extrabreite | MARCHEN SUBJOINED LETTER HA   | Untergesetzter Marchen-Buchstabe Ha   |
| U+11CAF (72879) | 𑲯                | Markierung ohne Extrabreite             | Markierung ohne Extrabreite | MARCHEN SUBJOINED LETTER A    | Untergesetzter Marchen-Buchstabe A    |
| U+11CB0 (72880) | 𑲰                | Markierung ohne Extrabreite             | Markierung ohne Extrabreite | MARCHEN VOWEL SIGN AA         | Marchen-Vokalzeichen Aa               |
| U+11CB1 (72881) | 𑲱                | Markierung mit Extrabreite              | links nach rechts           | MARCHEN VOWEL SIGN I          | Marchen-Vokalzeichen I                |
| U+11CB2 (72882) | 𑲲                | Markierung ohne Extrabreite             | Markierung ohne Extrabreite | MARCHEN VOWEL SIGN U          | Marchen-Vokalzeichen U                |
| U+11CB3 (72883) | 𑲳                | Markierung ohne Extrabreite             | Markierung ohne Extrabreite | MARCHEN VOWEL SIGN E          | Marchen-Vokalzeichen E                |
| U+11CB4 (72884) | 𑲴                | Markierung mit Extrabreite              | links nach rechts           | MARCHEN VOWEL SIGN O          | Marchen-Vokalzeichen O                |
| U+11CB5 (72885) | 𑲵                | Markierung ohne Extrabreite             | Markierung ohne Extrabreite | MARCHEN SIGN ANUSVARA         | Marchen-Zeichen Anusvara              |
| U+11CB6 (72886) | 𑲶                | Markierung ohne Extrabreite             | Markierung ohne Extrabreite | MARCHEN SIGN CANDRABINDU      | Marchen-Zeichen Chandrabindu          |